# Zeitfeld

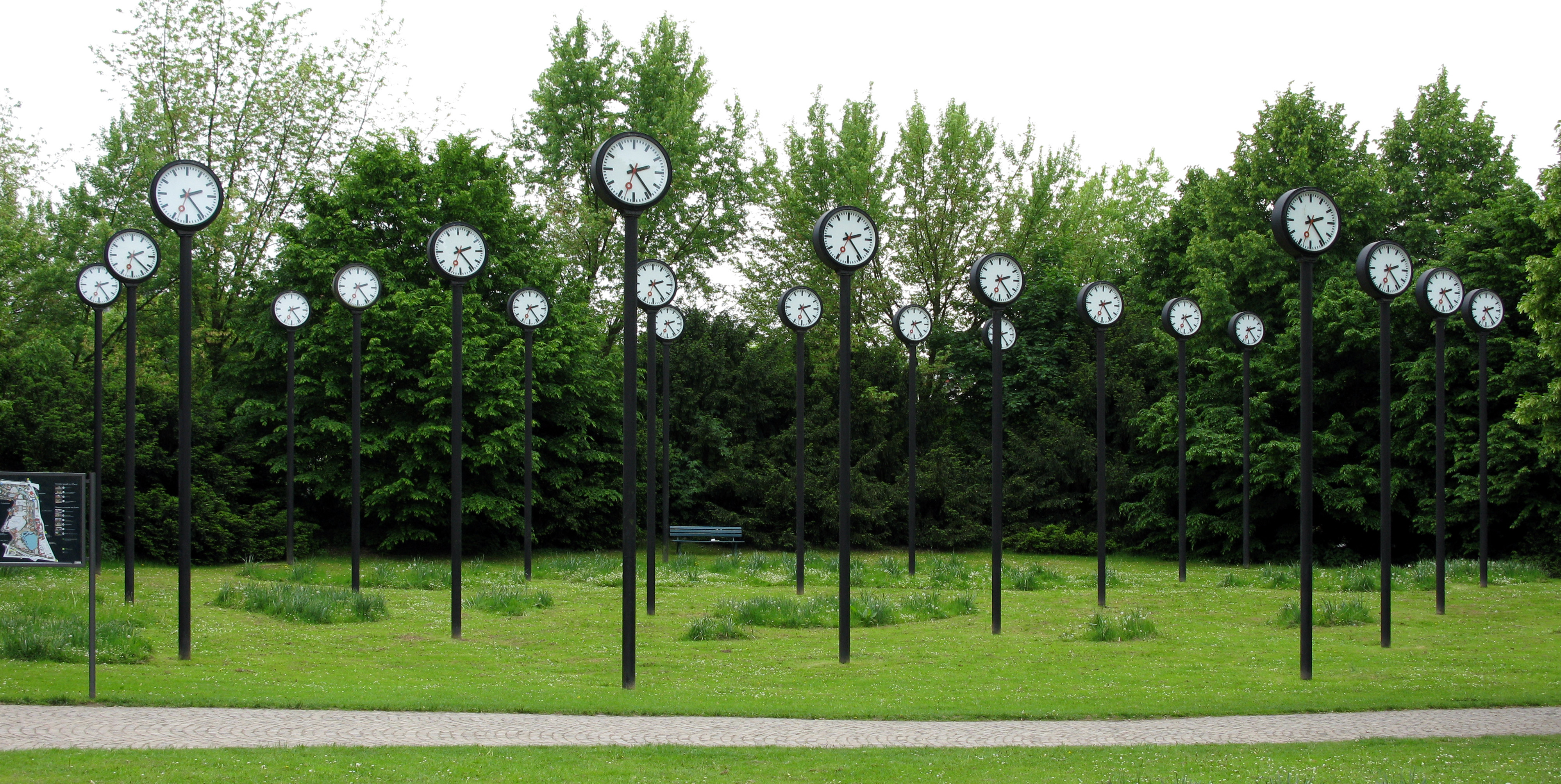
Klaus Rinke Zeitfeld, 1987

Zeitfeld ist ein dauerhaft installiertes Kunstwerk in Düsseldorf, das anlässlich der Bundesgartenschau 1987 entstand.

## Beschreibung
Geschaffen wurde die Installation vom Düsseldorfer Künstler Klaus Rinke.
Das Kunstwerk steht am westlichen Eingang des Volksgartens und besteht aus 24 Bahnhofsuhren mit beidseitigen Zifferblättern, die an sechs Meter hohen Stahlsäulen angebracht sind, in dieselbe Richtung zeigen und in Verbindung mit der Braunschweiger Atomuhr stehen. Somit zeigen alle dieselbe Zeit an, doch niemand kann sie mit einem Blick erfassen. Die Inschrift auf der in den Boden eingelassenen Tafel lautet „Zeitfeld / Alles hat seine Zeit / Ach du Liebezeit / Klaus Rinke 1986“. Bahnhofsuhren spielen in Klaus Rinkes Werk eine wesentliche Rolle. Als Sohn eines Lademeisters für Güterzüge in Wattenscheid verbrachte er viel Zeit auf dem Bahnhofsgelände. Wie er selbst beschrieb: „...nachts wurden die Uhren meine Monde. Schon früh habe ich diese Uhren in mein Leben eingebunden.“ Er versteht sie als Sinnbild für die Kürze des menschlichen Lebens.

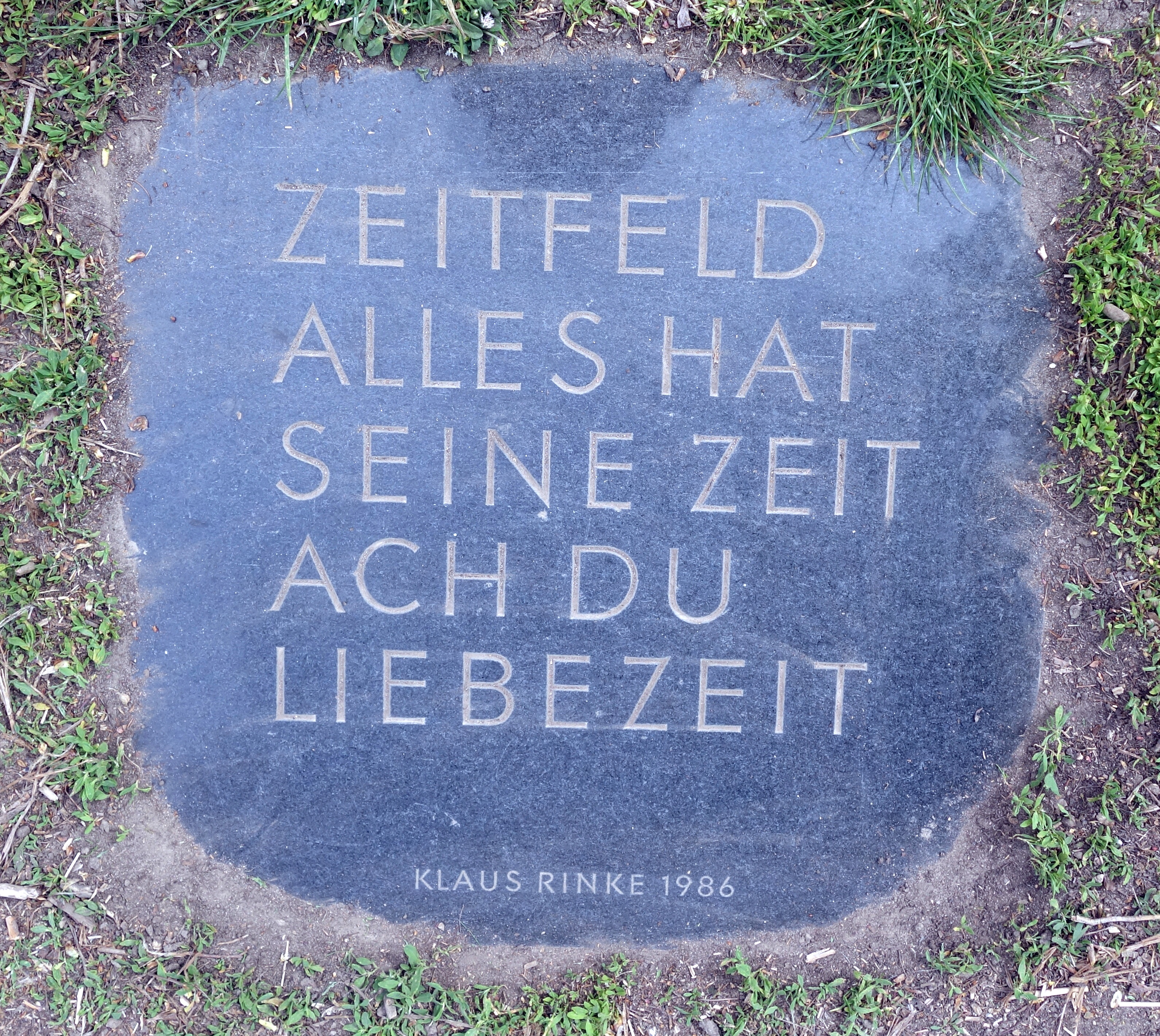
Tafel: „ZEITFELD - ALLES HAT SEINE ZEIT - ACH DU LIEBEZEIT
KLAUS RINKE 1986“

In den 1980er Jahren gab es Proteste von Bezirksvertretern und Mitgliedern des Oberbilker Heimatvereins, als es um den Standort der Uhren ging. Sie wollten den bereits bestehende Volksgarten in seiner Form erhalten. Klaus Schrenk organisierte als stellvertretender Leiter der Kunsthalle die Kunst in der Bundesgartenschau. Wie „Blumen im Park“ wollte Rinke die Uhren aufstellen, doch das ging mitten im Park nicht. Als Kompromiss wurde ein Teilstück des Parkplatzes, das heute grüne Wiese ist, gefunden. Die Uhren stammten von der Firma Telefonbau und Normalzeit Lehner & Co. Anfangs gab es eine Mutteruhr, welche die Impulse an die 23 anderen Uhren weitergab. Mehrfach wurden die Uhren repariert, ein Politiker schlug vor, alle Uhren bis auf eine „auf Null“ zu stellen. Doch da der 12-Volt-Strom von der Mutteruhr nur für eine Entfernung von 40 Metern reichte, gingen die Uhren im Außenraum falsch. Seit einer aufwändigen Sanierung sind alle selbständige Funkuhren, die nachts leuchten.
Bei jedem Wechsel zwischen Sommer- und Winterzeit taucht das Zeitfeld in den Medien auf, in Hawaii sogar auf den Titelseiten, auch ohne Namensnennung, was den Schöpfer nicht stört: „Ich finde das sehr gut. Mein Zeitfeld ist Allgemeingut geworden. In London imitiert man mich sogar inzwischen.“